# Miles Falcon
Die Miles M.3 Falcon ist ein Kleinflugzeug des britischen Herstellers Miles Aircraft aus den 1930er Jahren.

## Entwicklung und Konstruktion
Die M.3 Falcon ist ein einmotoriger Tiefdecker mit Spornradfahrwerk und verkleidetem Hauptfahrwerk. Sie wurde 1934 entworfen. Strukturell ähnelt sie der früher entstandenen Miles Hawk Major, verfügt aber über nebeneinanderliegende hintere Sitze für zwei Passagiere und ein verglastes Cockpit. Angetrieben wird die Maschine von einem de Havilland Gipsy Major mit einer Nennleistung von 130 PS (96 kW). Der von Philips and Powis gebaute Prototyp mit dem Kennzeichen G-ACTM absolvierte seinen Jungfernflug am 12. Oktober 1934.
Die erste Maschine aus der Serienproduktion flog im Januar 1935. Sie verfügte zur Verbesserung des Komforts der Passagiere über einen breiteren Rumpf als der Prototyp. Da die M.3A geringfügig untermotorisiert war, wurden spätere Versionen mit einem de Havilland Gipsy Six mit 200 PS (147 kW) ausgerüstet.
Aus der M.3 wurde die größere und fünfsitzige M.4 Merlin entwickelt.

## Verwendung

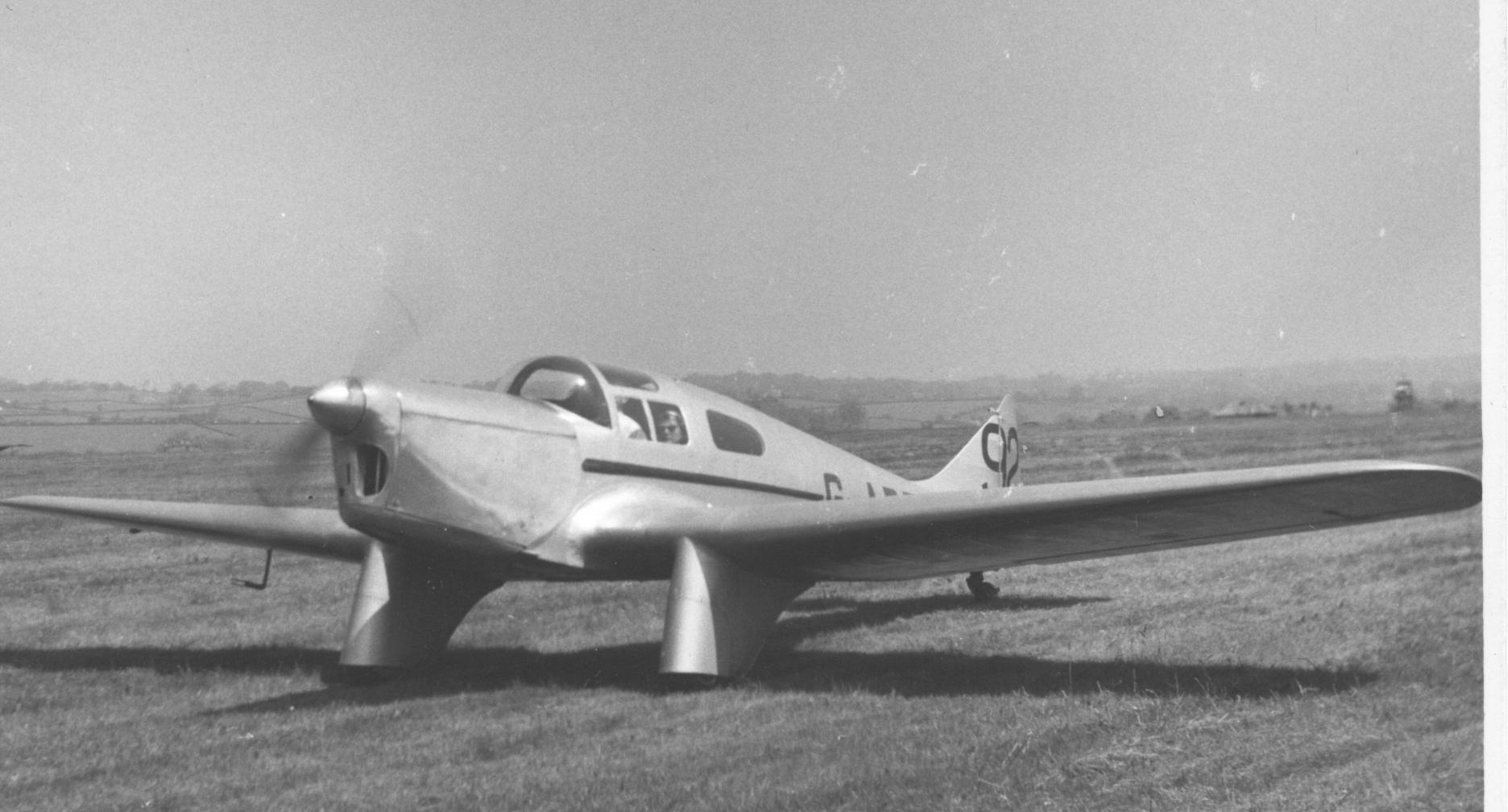
Miles M.3D Falcon Six G-ADTD im Mai 1955

Mit Zusatztanks ausgestattet startete der Prototyp im Oktober 1934 beim MacRobertson-Luftrennen von England nach Australien. Er benötigte 27 Tage, um Darwin zu erreichen. Den Rückweg schaffte die Maschine jedoch in der Rekordzeit von sieben Tagen, neunzehn Stunden und fünfzehn Minuten. Dabei flog sie non-stop 1.800 mi (2.897 km) von Jodhpur nach Basra.
In den Jahren 1935 und 1936 wurden neunundzwanzig M.3A und M.3B an Privateigentümer, Vereine und kommerzielle Betreiber im Vereinigten Königreich und im Ausland ausgeliefert.
1935 gewann der Offizier der Royal Air Force Tommy Rose mit einer M.3B das King’s Cup Race mit einer Durchschnittsgeschwindigkeit von 176,28 mph (283,7 km/h). Im folgenden Jahr verkürzte Rose die Rekordzeit für den Flug vom Vereinigten Königreich ans Kap der guten Hoffnung mit derselben Maschine auf drei Tage, siebzehn Stunden und achtunddreißig Minuten.
Vor dem Zweiten Weltkrieg nutzte die Royal Air Force drei Maschinen für Tests verschiedener Tragflächen und anderer aerodynamischer Entwicklungen. Bei Ausbruch des Krieges verblieben drei Maschinen als Verbindungsflugzeuge im zivilen Dienst. Zehn weitere wurden jedoch von Royal Air Force, Royal Navy, Royal Australian Air Force und den Schwedischen Luftstreitkräften eingezogen. Sechs Maschinen überstanden den Krieg.

## Versionen
M.3dreisitziger Prototyp angetrieben von einem de Havilland Gipsy Major mit einer Nennleistung von 130 PS (96 kW); ein Exemplare gebaut
M.3A Falcon Majorviersitzige Serienversion; achtzehn Exemplare gebaut
M.3B Falcon Sixdreisitzige Version angetrieben von einem de Havilland Gipsy Six mit 200 PS (147 kW); dreizehn Exemplare gebaut
M.3C Falcon Sixviersitzige Version der M.3B mit Doppelsteuerung; ein Exemplar gebaut
M.3Dverstärkte Version der M3.C; drei Exemplare gebaut (davon später eins in eine M.3B umgebaut)
M.3ETestversion; ein Exemplar gebaut, aber nicht zugelassen
M.3Fmodifizierte M.3B

## Betreiber
Australien
- Royal Australian Air Force, drei Exemplare

 Südafrika
- South African Air Force

 Schweden
- Flygvapnet, ein Exemplar

 Vereinigtes Königreich
- Royal Aircraft Establishment, drei Exemplare
- Royal Air Force, fünf Exemplare
- Royal Navy, ein Exemplar

 Spanien
- Fuerzas Aéreas de la República Española

## Erhaltene Exemplare
Heute existieren noch drei flugfähige Exemplare. Eins befindet sich in Madrid. Ein weiteres ist in Australien registriert. Das dritte Exemplare ist Teil der Shuttleworth Collection in Old Warden im Vereinigten Königreich.

## Technische Daten (M.3A)

Dreiseitenansicht

| Kenngröße             | Daten                                           |
| --------------------- | ----------------------------------------------- |
| Besatzung             | 1                                               |
| Passagiere            | 2                                               |
| Länge                 | 25 ft (7,62 m)                                  |
| Spannweite            | 35 ft (10,67 m)                                 |
| Höhe                  | 6,5 ft (1,98 m)                                 |
| Flügelfläche          | 174,3 ft² (16,19 m²)                            |
| Flügelstreckung       | 7,0                                             |
| Leermasse             | 1.300 lb (590 kg)                               |
| max. Startmasse       | 2.200 lb (998 kg)                               |
| Reisegeschwindigkeit  | 125 mph (201 km/h)                              |
| Höchstgeschwindigkeit | 145 mph (233 km/h)                              |
| Dienstgipfelhöhe      | 15.000 ft (4.572 m)                             |
| Reichweite            | 615 mi (990 km)                                 |
| Triebwerke            | 1 × de Havilland Gipsy Major mit 130 PS (96 kW) |